# Acalymma vinctum
Acalymma vinctum es un coleóptero de la familia Chrysomelidae. Fue descrita en 1878 por LeConte.
Se encuentra en el sudeste de los Estados Unidos.